# 血带

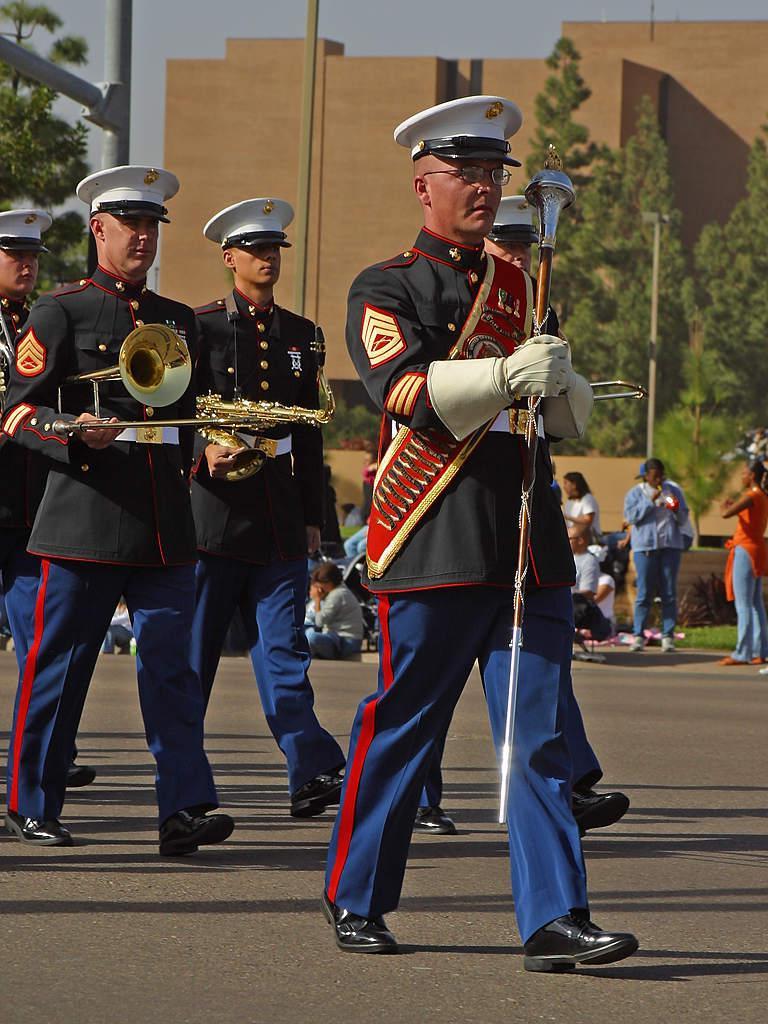
血带

血带是美国海军陆战队礼服裤子上的一条猩紅色条带。將軍礼服的血带宽5.1厘米，其他级别军官礼服的血带宽3.8厘米，士官礼服的血带宽2.9厘米。军官的晚礼服裤子上的血带亦为猩红色，而且带有金色饰边，美国海军陆战队军乐团制服裤子上的红色条带的中部有一道白色条带。

## 历史
1837年，时任美国总统安德鲁·杰克逊下令变更军队制服，令海军陆战队采纳陆军传统，制服裤子裤线上要加上与上衣镶边颜色一致的条带。因此，为搭配制服上衣，最早的血带是米色的，1839年，海军陆战队上衣颜色变回带红镶边的深蓝后，血带这一设计得到了保留，但颜色被改为和制服主色接近的蓝色，并饰有红色镶边。